# Pocsia borhidii
Pocsia borhidii är en svampart som först beskrevs av Farkas & Vezda, och fick sitt nu gällande namn av Lücking & Kalb 2000. Pocsia borhidii ingår i släktet Pocsia, ordningen Verrucariales, klassen Eurotiomycetes, divisionen sporsäcksvampar och riket svampar.   Inga underarter finns listade i Catalogue of Life.